# 松浦慈朗
松浦慈朗（まつうらじろう、ヤンギーJIRO、1968年2月28日 - ）は経営者・作家・コンサルタント・プロデューサー。

## プロフィール
生まれた時は仮死状態、２歳の時心臓の手術により再び仮死状態に。
22歳の時ダイヤルQ2で独立、翌年DPE(写真現像プリント)の無料宅配ショップを始める。
1998年、写真店を売却し、健康食品製造販売＆通販コンサルティング会社設立する。
2003年、英会話スクール設立、また企業家大学特別講師としての依頼も入る。
フォーミュラニッポン参戦のインギングとパートナーシップ契約
非営利活動法人マンマプロジェクト設立
2009年、ヨーロッパNo.1評価のジェラートショップを買収（東京６店舗、関西３店舗、上海５店舗出店）
仕事も順調だった２０１２年、脳梗塞で倒れ、一時危険な状態に。医師は社会復帰不能と診断される。
事業の大半を売却
その後、完全復帰し、健康食品プロデュース会社設立。
2013年、ブログスタート、半年でアクセス１位獲得（健康、美容部門）
2014年、文芸社より「笑劇の若返り」本を出版
その後、2016年、今日から鍛える「幸運力（こううんりき）」　第１巻～３巻発売
５冊目の著書、失敗しない「超」電子書籍出版　アマゾンセールス部門１位を獲得

## 所属
- 株式会社エンライフコミュニケーション　代表取締役
- 特定非営利活動法人マンマプロジェクト　代表理事
- 国際電子書籍協会　代表理事
- 鳥取県難聴児を持つ親の会　代表
- 日本ふんどし協会　アンバサダー

## 著書
- 笑劇の若返り　６９のメソッドで１２歳若返る美・健康メソッド
- 今日から鍛える「幸運力」　心の健康編
- 今日から鍛える「幸運力」　身体の健康編
- 今日から鍛える「幸運力」　お金の健康編
- 失敗しない「超」電子書籍出版